# Josylvio
Joost Theo Sylvio Yussef Abdelgalil Dowib, mieux connu sous le nom de Josylvio, né le 14 avril 1992 à Naarden aux Pays-Bas, est un rappeur néerlandais d’origine égyptienne.

## Biographie

### Débuts (1992-2015)
Josylvio naît à Naarden d'une mère néerlandaise et d'un père égyptien. En 2015, il apparaît sur les écrans des réseaux sociaux chez Zonamo Underground pour une session sous le nom de Jaybay. Il sort en 2016 un clip intitulé Le7nesh en featuring avec Sevn Alias qui connaîtra un grand succès. Plusieurs de ses morceaux apparaîtront parmi les Single Top 100 en collaborations avec plusieurs rappeurs tels que Ali B, Hef, Adje, Jairzinho, Kevin, BKO et D-Double.il possède son propre label appelé "Hella cash"

## Discographie

### Albums studio
- 2016 : Ma3seb
- 2017 : 2 Gezichten
- 2018 : Hella Cash
- 2019 : Gimma

### Albums collaboratifs
- 2017 : All Eyez On Us

### Singles
- 2015 : Ca$h
- 2015 : Mula
- 2015 : Le7nesh (feat. Sevn Alias)
- 2016 : Money Stories
- 2016 : La la la
- 2016 : Rotation (feat. Hef)
- 2016 : Skere tijden
- 2016 : Was je bij me (feat. Adje et YOUNGBAEKANSIE)
- 2017 : Rappers
- 2017 : West Side (feat. 3robi et Killer Kamal)
- 2017 : Abu Dhabi (feat. Kevin, Vic9 et Sevn Alias)
- 2017 : Kleine Jongen
- 2018 : Hood Rich (feat. Alrima)
- 2018 : Killer Instinct (feat. Momi et Appa)
- 2019 : Money Baby (feat. 3robi)